# فلیپه دوم

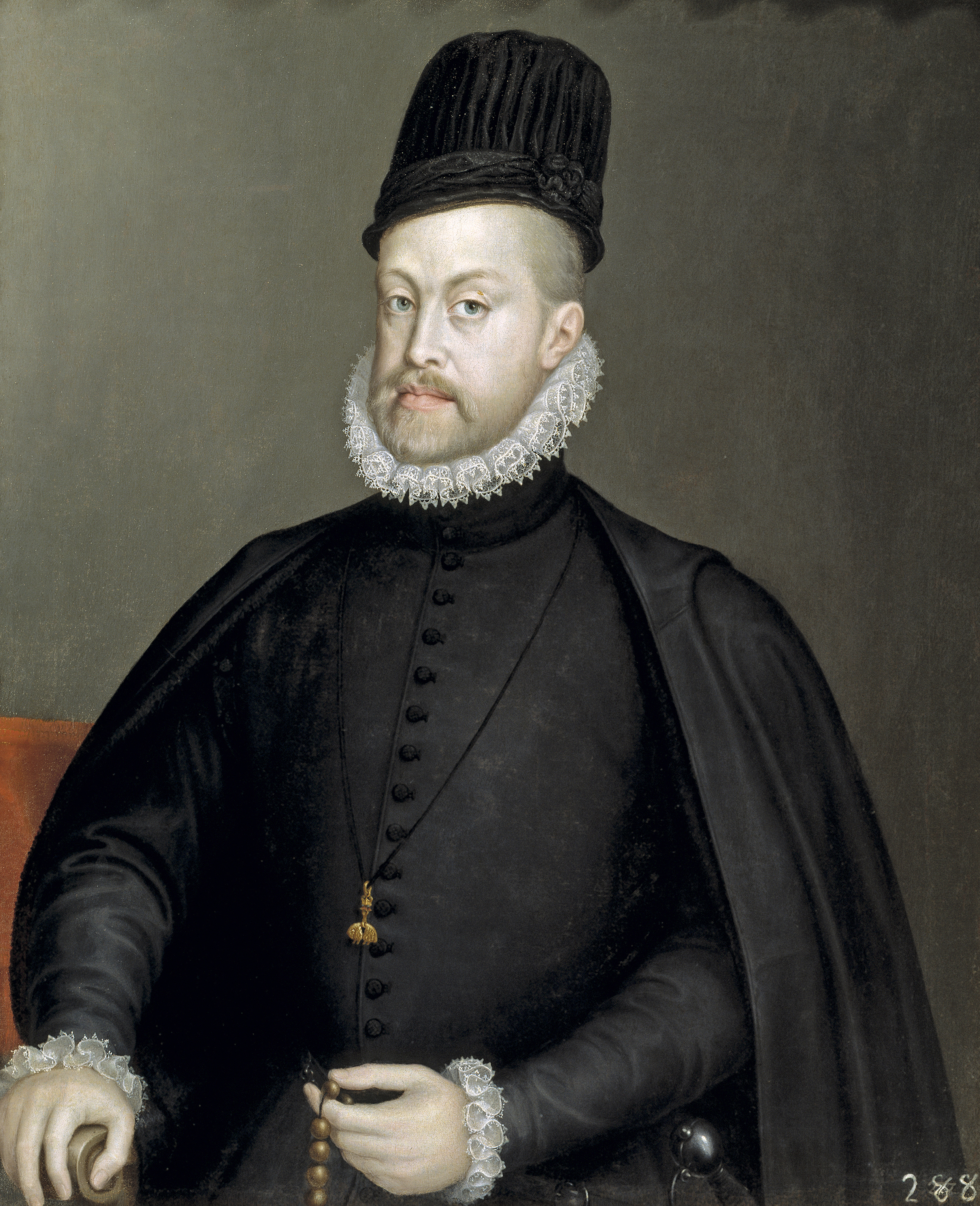
نگاره فلیپه دوم اثر سوفونیسبا آنگیسولا

فلیپه دوم (به اسپانیایی: Felipe II) (۲۱ می ۱۵۲۷ – ۱۳ سپتامبر ۱۵۹۸) یکی از پادشاهان اسپانیا، پرتغال و انگلستان بود.
اسپانیا در دوران سلطنت او به اوج نفوذ و قدرت خود رسید. از این رو گاهی این دورهٔ عصر طلایی اسپانیا نامیده می‌شود.
عبارت «امپراتوری‌ای که خورشید هرگز در آن غروب نمی‌کند» در زمان فلیپه دوم مطرح شد تا منعکس‌کننده قدرت او و پهناوری سرزمین‌های امپراتوری اسپانیا باشد، که بعدا منعکس‌کننده قدرت بریتانیا شد.

## رابطه با فرانسه
فلیپه دوم در نبرد سن‌کانتن پیروز شد و فرانسوی‌ها را به امضای پیمان کاتو کامبرزی واداشت. فلیپه دوم جهت برقراری رابطه حسنه با فرانسه و ایجاد ثبات در روابط خارجه، با الیزابت والوا، دختر آنری دوم، پادشاه فرانسه ازدواج کرد.

## اقدامات مذهبی
فلیپه دوم مذهب را در اسپانیا تابع دولت ساخت. او همواره خود را کاتولیک می‌نامید و بر حفظ وحدت مذهبی تأکید داشت. فلیپه دوم مسلمانانی را که پس از پذیرفتن آیین کاتولیک هنوز عبادات را به شیوه‌ای اسلامی انجام می‌دادند، تحت فشار قرار داد. او در سال ۱۵۶۷ با صدور فرمانی هرگونه اجرای مراسم اسلامی، استفاده از زبان عربی و داشتن کتاب‌های عربی را ممنوع اعلام کرد. در نتیجه این اقدام مسلمانان در سال ۱۵۷۱ سر به شورش برداشتند و ناحیهٔ وسیعی در گرانادا را به تصرف درآوردند. نیروهای فلیپه دوم شورش را سرکوب کردند و مسلمانان را از گرانادا بیرون راندند.

## سازندگی
فلیپه دوم پایتخت را از تولدو به مادرید منتقل کرد. در دوران فلیپه دوم سازندگی در اسپانیا به اوج خود رسید. فلیپه دوم دستور داد در چهل کیلومتری شمال غرب مادرید بناهایی شامل یک قصر سلطنتی، یک مرکز اداری، یک مدرسه، یک آموزشگاه روحانیون، یک صومعه، یک کلیسا و یک مقبره ساخته شود. در نبرد سن‌کانتن، توپخانهٔ فلیپه دوم کلیسایی را که وقف قدیس لاورنتیوس شده بود، ویران کرد. فلیپه دوم از پی جبران این روی‌داد برآمد و به نشانه سپاسگزاری از خدا برای غلبه بر دشمن نذر کرد که زیارتگاهی را در اسپانیا وقف این قدیس کند. از این رو همه آن ساختمان‌های وسیع مقر سلطنتی قدیس لاورنتیوس نامیده شد.

## استقلال هلند
فلیپه دوم در هلند مناصب بالایی را به اسپانیایی‌ها بخشید. او سعی کرد از طریق ایجاد دستگاه تفتیش عقاید، مذهب پروتستان را در هلند از بین ببرد. در نتیجه، مردم هلند در برابر حکومت اسپانیا متحد شدند. دوک آلوا، نایب‌السلطنه اسپانیا در هلند، در دفع این شورش متوسل به خشونت شد. هفت استان پروتستان شمال هلند اتحادیه اوترخت را تشکیل دادند و اعلام کردند که از این پس به اسپانیا وفادار نخواهند بود. با شکل‌گیری این اتحادیه کشتی‌های هلندی به کشتی‌ها و مستعمرات پرتغال و اسپانیا حمله کردند. آن‌ها حتی به خاک اصلی اسپانیا هجوم بردند و چند پایگاه تجاری پرتغال متعلق به هند شرقی را در اختیار گرفتند.

## درگذشت
برآورد می‌شود اسپانیا در تمامی دوران حاکمیت او تنها مجموعاً شش ماه را در شرایط صلح به سر برد و این وضعیت آثار متعددی بر جامعه آن نهاد. البته این جنگ‌ها نه درون خاک اسپانیا، بلکه بسیار دورتر از مرزهای آن به وقوع پیوستند.
پس از مرگ فلیپه دوم پسرش، فلیپه سوم، به حکومت اسپانیا رسید.